# Campo Belo
Campo Belo è un comune del Brasile nello Stato del Minas Gerais, parte della mesoregione dell'Oeste de Minas e della microregione di Campo Belo.